# Monchín Triana
Ramón Triana y del Arroyo (Madrid, 28 giugno 1902 – Paracuellos de Jarama, 7 novembre 1936) è stato un calciatore spagnolo, di ruolo attaccante.

## Carriera

### Club
Nato in una famiglia benestante di Madrid, Ramón Triana iniziò la sua carriera di calciatore nell'Athletic Club de Madrid (antico nome dell'attuale Atlético Madrid), come attaccante. Fu molto apprezzato per le sue doti atletiche e per l'intelligenza di gioco. Vinse tre campionati regionali (1921, 1925 e 1928) e arrivò per due volte in finale di Coppa del Re (1921 e 1926). Si può dire che, insieme a Luis Olaso, contribuì a far diventare la propria squadra la seconda miglior compagine di Madrid.
Nel 1928 una grave crisi istituzionale ai vertici dell'Athletic Club de Madrid favorì il suo passaggio ai concittadini del Real Madrid. Con le merengues vinse due titoli nazionali e arrivò in finale di Coppa per due edizioni.

### Morte
A causa del Colpo di Stato spagnolo del luglio 1936 Monchín fu prelevato da casa sua e rinchiuso nel carcere Modelo di Madrid. Durante un prelievo di detenuti, Triana fu trasportato in un camion e fu fucilato a Paracuellos.